# Gjuro Szabo (šahist)
Gjuro (Georg, Györgyi) Szabo ili Gjuro Szabo stariji, (Osijek, 1840. – 23. svibnja 1892.) je bio hrvatski šahist. Sastavljao je šahovske probleme.
Pokopan je na Mirogoju u istoj grobnici s istoimenim povjesničarom Gjurom Szabom, profesoricom Marinkom Majerski i jednim od najcitiranijih hrvatskih kemičara prof. dr. Zdenkom Majerskim.